# Février 1970

## Évènements
- 4 au 8 février : congrès du PCF à Nanterre. Exclusion de Roger Garaudy, ascension de Georges Marchais.

- 10 février : le roi du Lesotho Moshoeshoe II est chassé du pouvoir et part en exil.

- 11 février : le Japon lance un satellite par ses propres moyens (Ōsumi).

- 21 février : l'attentat commit par le Front populaire de libération de la Palestine contre le Vol Swissair 330 cause 47 morts. Le même jour, une autre bombe a explosé à bord d'un Caravelle d'Austrian Airlines à destination de Vienne après son décollage de Francfort. Le Caravelle a réussi à atterrir en urgence à son aéroport de départ[1].

- 26 février : création d’un poste de Premier ministre du Sénégal, occupé par Abdou Diouf (fin en 1980).

## Naissances
- 4 février : Hunter Biden, fils du président des États-Unis, Joe Biden.
- 6 février : Anatoli Bibilov, homme politique sud-ossète.
- 7 février : Mourad Guichard, journaliste français.
- 9 février : Bjørn Stenersen, coureur cycliste norvégien († 16 septembre 1998).
- 10 février : Lisa Harvey, lutteuse canadienne.
- 13 février : Joseph L. Searles III, courtier américain († 26 juillet 2021).
- 14 février : Dang Jittakorn, chanteur pop de Luk thung thaïlandaise († 30 avril 2016).
- 15 février : 
  - Philippe Pellet, illustrateur de bande dessinée français.
  - Zsuzsa Csisztu, gymnaste, actrice et présentatrice de télévision hongroise
- 16 février : Angelo Cipolloni, athlète italien spécialiste du 100 mètres et du 200 mètres.
- 17 février : Dominic Purcell, acteur anglo-américain.
- 18 février : Leonardo Benítez, matador vénézuélien.
- 20 février : 
  - Anton Chkaplerov, cosmonaute russe.
  - Éric Legnini, pianiste de jazz belge.
  - Natacha Lindinger, actrice française.
- 23 février : Nathalie Arthaud, femme politique française.
- 27 février : 
  - Jørn Lier Horst, écrivain norvégien.
  - Nicolas Paugam, auteur-compositeur-interprète français.
- 28 février : Siaosi Sovaleni, homme politique tongien.

## Décès
- 2 février : Bertrand Russell, mathématicien, philosophe et moraliste, prix Nobel de littérature 1950 (° 18 mai 1872).
- 25 février : Mark Rothko, peintre (° 25 septembre 1903).
- 17 mars :
  - Jérôme Carcopino, historien français, membre de l'Académie française (° 27 juin 1881).
  - Michał Kalecki, économiste polonais auteur du modèle de Kalecki (° 22 juin 1899).
- 21 février : Louis-René Beaudoin, homme politique fédéral provenant du Québec.
- 27 février : Marie Dionne, l'une des Sœurs Dionne.